# Unforgettable: A Tribute to Dinah Washington
| Оценки критиков               | Оценки критиков |
| Источник                      | Оценка          |
| ----------------------------- | --------------- |
| AllMusic                      | [ 2 ]           |
| Billboard                     | без оценки      |
| Cash Box                      | без оценки      |
| Encyclopedia of Popular Music | [ 5 ]           |
| The Rolling Stone Album Guide | [ 6 ]           |

Unforgettable: A Tribute to Dinah Washington — пятый студийный альбом американской певицы Ареты Франклин, выпущенный 18 февраля 1964 года на лейбле Columbia Records. Альбом был записан в Нью-Йорке в студии Columbia Recording Studios, его продюсером выступил Роберт Мерси. Альбом является данью уважения певице Дине Вашингтон, которая скончалась за несколько месяцев до релиза альбома.

## Список композиций
| №  | Название                                   | Автор(ы)                    | Длительность |
| -- | ------------------------------------------ | --------------------------- | ------------ |
| 1. | «Unforgettable»                            | Ирвинг Гордон               | 3:39         |
| 2. | «Cold, Cold Heart»                         | Хэнк Уильямс                | 4:35         |
| 3. | «What a Diff’rence a Day Made»             | Стэнли Адамс, Мария Гревер  | 3:30         |
| 4. | «Drinking Again»                           | Джонни Мерсер, Дорис Таубер | 3:28         |
| 5. | «Nobody Knows the Way I Feel This Morning» | Том Делани, Перл Делани     | 5:10         |

| №                   | Название                       | Автор(ы)                                                 | Длительность |
| ------------------- | ------------------------------ | -------------------------------------------------------- | ------------ |
| 1.                  | «Evil Gal Blues»               | Лайонел Хэмптон, Леонард Физер                           | 2:40         |
| 2.                  | «Don’t Say You’re Sorry Again» | Ли Перл, Арт Берман, Юджин Уэст                          | 2:45         |
| 3.                  | «This Bitter Earth»            | Клайд Отис                                               | 4:33         |
| 4.                  | «If I Should Lose You»         | Ральф Рейнджер, Лео Робин                                | 3:36         |
| 5.                  | «Soulville»                    | Титус Тернер, Моррис Левай, Генри Гловер, Дина Вашингтон | 2:20         |
| Общая длительность: | Общая длительность:            | Общая длительность:                                      | 37:35        |

Песня «Lee Cross» была записана одновременно с другими, но является единственной, не выпущенной в оригинальном альбоме. Впервые она была выпущена только несколько лет спустя в альбоме Take It Like You Give It и стала одним из самых больших хитов Франклин за время сотрудничества с Columbia Records.
| №                   | Название                   | Автор(ы)            | Длительность |
| ------------------- | -------------------------- | ------------------- | ------------ |
| 1.                  | «Lee Cross» (Mono Version) | Тед Уайт            | 3:19         |
| Общая длительность: | Общая длительность:        | Общая длительность: | 41:00        |